# Rund um Köln

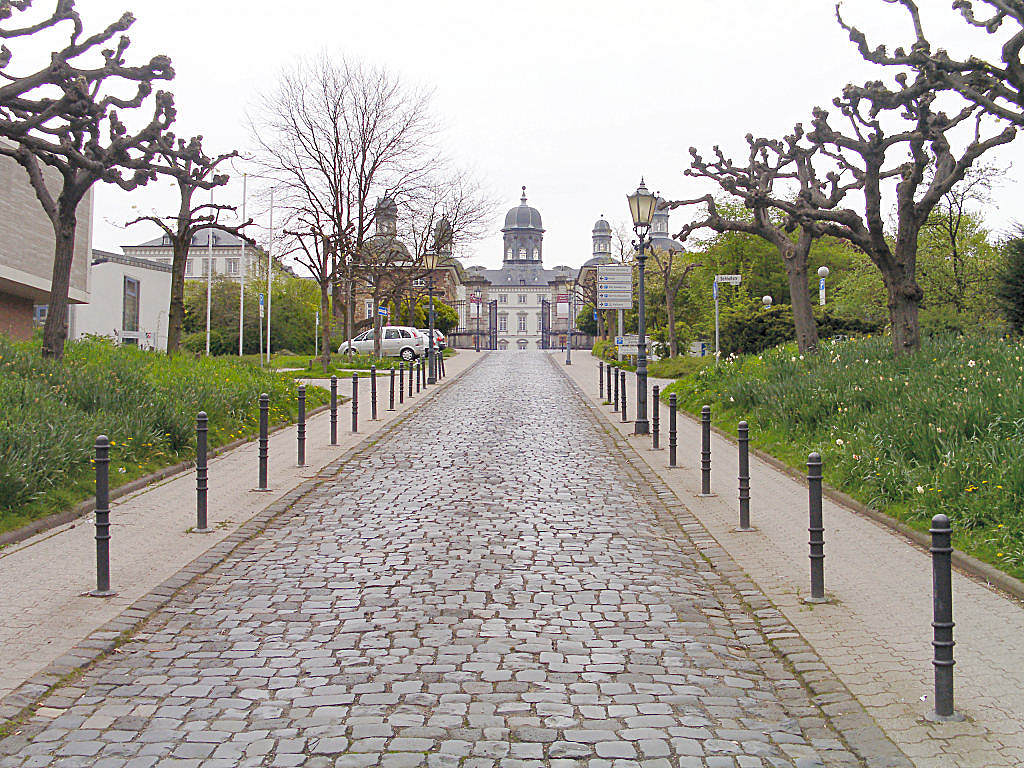
Pflasterstraße zum Schloss Bensberg (Foto: 2006)

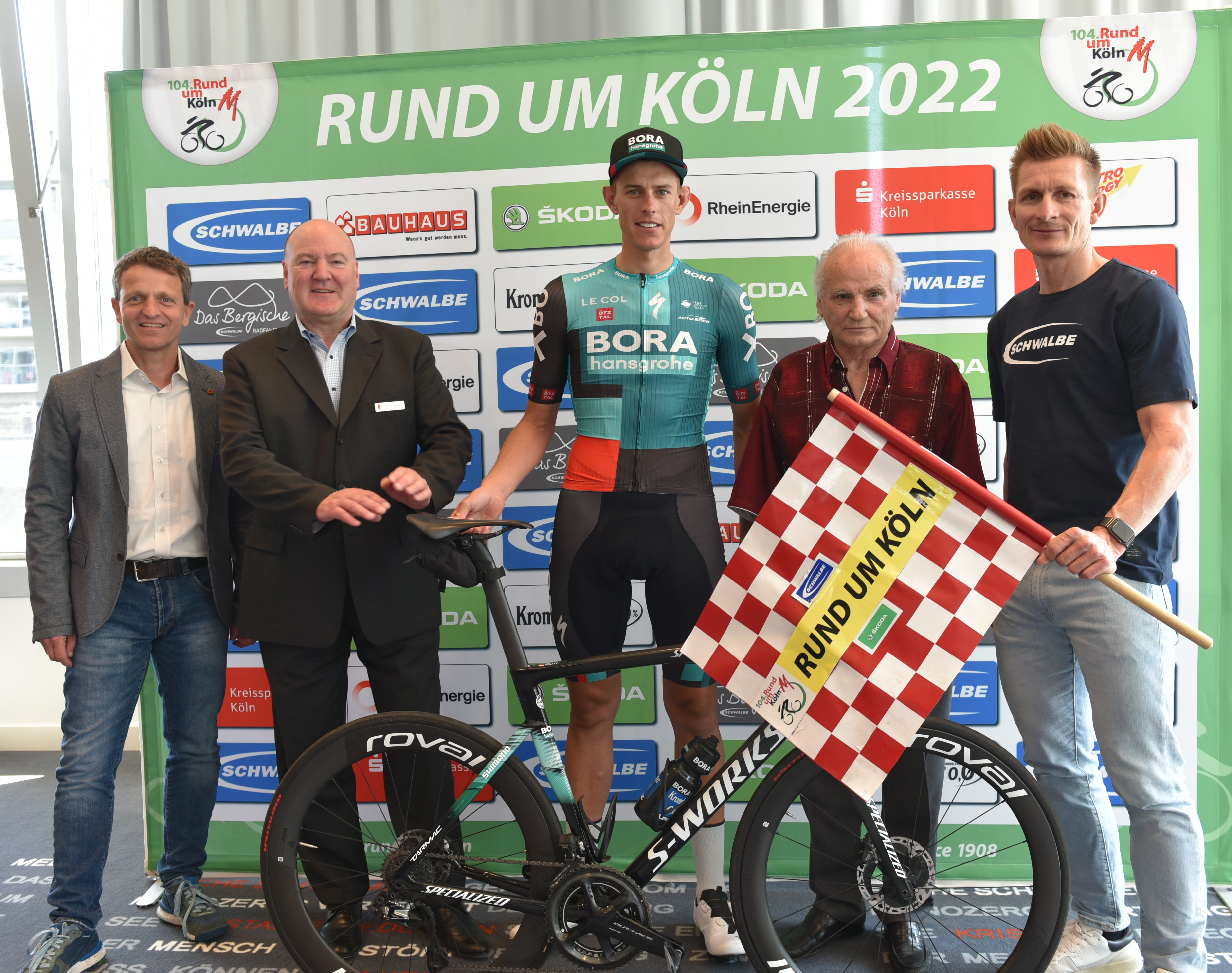
Pressekonferenz vor der Austragung 2022 (v. l. n. r.: Markus Frisch (Geschäftsführer der Köln Marathon GmbH), Hoteldirektor Philip Skitch, Nils Politt, Artur Tabat, André Greipel)

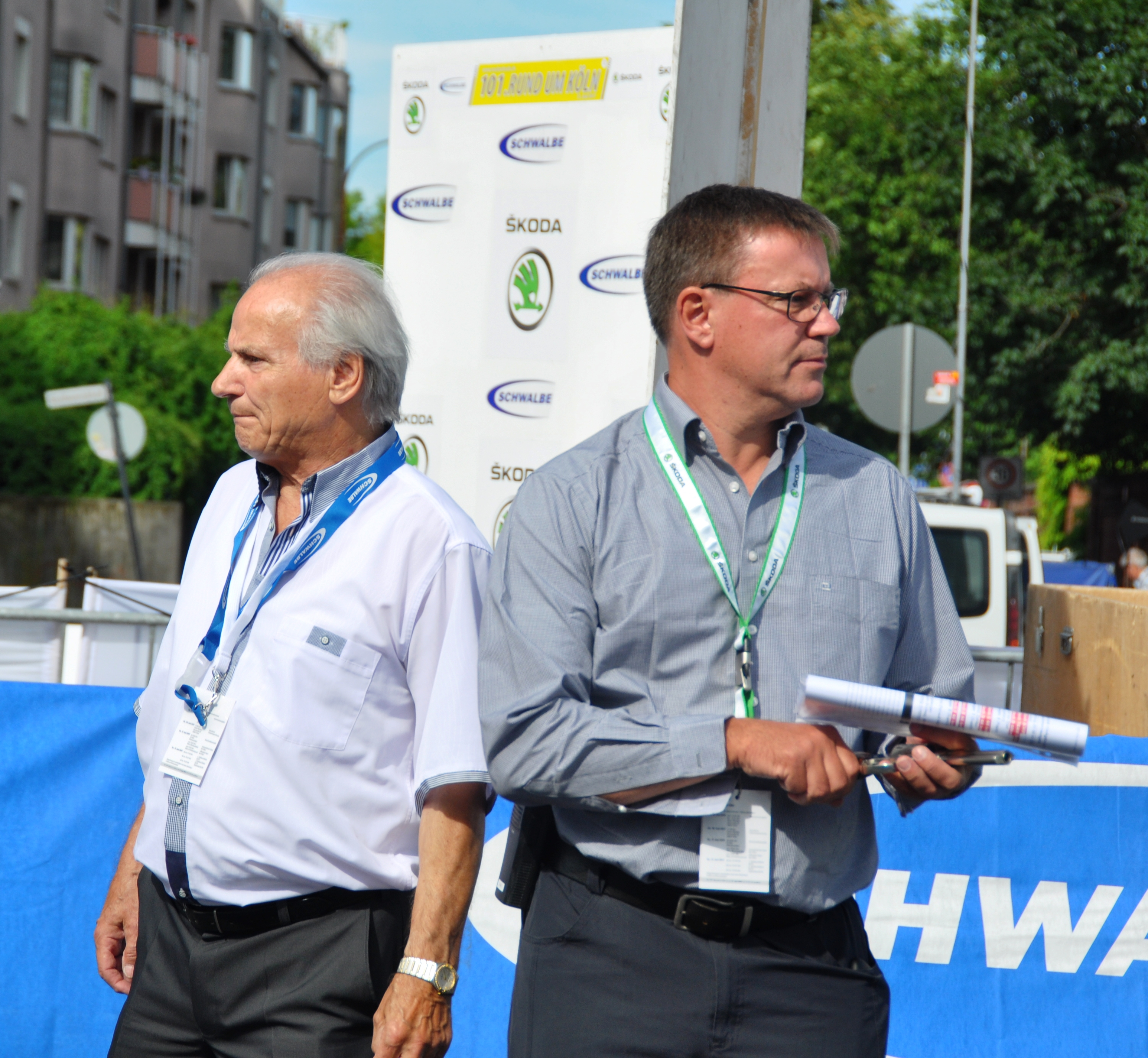
Artur Tabat (l.), Organisator des Rennens von 1971 bis 2018, und sein Nachfolger bis 2019 Alexander Donike

Das Radrennen Rund um Köln ist das älteste noch existierende deutsche Eintagesrennen. 1908 wurde es erstmals ausgetragen.

## Geschichte
Das über rund 200 km durch die rheinische Metropole Köln und deren Umland führende Rennen fand erstmals 1908 statt und ist damit das älteste noch existierende deutsche Straßenrennen. Rund um Berlin, der älteste „Klassiker“, wurde erstmals 1896 ausgetragen, fand jedoch letztmals im Jahr 2000 statt. Im Gründungsjahr des Rennens stellten die Organisatoren Preise im Wert von 800 Mark zur Verfügung. Diese wurden vor dem Rennen im Schaufenster der Blumenhandlung Stilldorf in der Schildergasse ausgestellt.
Dabei erreichte Rund um Köln selten eine über Deutschland hinausreichende Bedeutung, da es in vielen Jahren lediglich als Amateurrennen ausgetragen wurde. Dies lässt sich nicht zuletzt an der Siegerliste erkennen, die zum größten Teil von Deutschen dominiert wird. Eine Ausnahme stellen diesbezüglich die 1920er Jahre dar, die als „Glanzzeit“ des Rennens gelten: 1928 etwa gewann Alfredo Binda, fünffacher Sieger des Giro d’Italia, das Kölner Rennen. In manchen Jahren wurde „Rund um Köln“ nur als Amateur- oder nur als Profirennen ausgefahren, in anderen Jahren gab es Profi- und Amateurrennen oder getrennte Wertungen. Von 2000 bis 2014 fand das Rennen alljährlich am Ostermontag statt. Ab 2015 wurde das Rennen am zweiten Sonntag im Juni ausgetragen. Während die Strecke über Jahrzehnte durch das Linksrheinische bis in die Voreifel führte, wurde das Rennen ab den 1980er Jahren mit Rheinüberquerung bis in das Bergische Land ausgetragen. Einen Höhepunkt bildet dabei eine steile Kopfsteinpassage, die zum Schloss Bensberg führt.
Ab 1971 wurde das Rennen von Artur Tabat organisiert, veranstaltender Verein ist der Verein Cölner Straßenfahrer (VCS). Für dieses Engagement wurde Tabat bei der Wahl des Magazins Köln.Sport zur Person des Jahres 2015 gewählt. Zum Orga-Team gehörte seit einigen Jahren auch Alexander Donike.
Ab den 1930er bis Ende der 1980er Jahre wurde der Klassiker mit wenigen Ausnahmen nur als Amateurrennen durchgeführt. Erst ab 1990 wurde Rund um Köln wieder für Profis ausgeschrieben. Heute gilt das Rennen nach den Cyclassics Hamburg, dem schweren Eschborn–Frankfurt sowie dem Münsterland Giro als wichtigstes deutsches Eintagesrennen. Größeres Medienecho erhielt das Rennen vor allem am 21. April 2003, als Jan Ullrich mit einem Solo-Sieg in Köln sein Comeback nach einer Dopingsperre hatte.
Durch die von der UCI ab dem Jahr 2007 vorgenommene Einstufung in die höchste Rennkategorie unterhalb der damaligen UCI ProTour, der 1.HC Hors Catégorie der UCI Europe Tour, erhielt das Rennen eine Aufwertung. Es starteten entsprechend dieser Einstufung UCI ProTeams, UCI Professional Continental Teams sowie deutsche UCI Continental Teams.
Aufgrund der Dopingaffären bei der Tour de France 2007 sprangen mehrere Großsponsoren ab. Nur mit Mühe konnte das 93. Rennen zum 100-jährigen Jubiläum 2008 mit einem Streckenverlauf ohne Rheinüberquerung organisiert werden. Aufgrund eines plötzlichen Wintereinbruchs mit Schneefall am Renntag musste das Rennen abgesagt werden.
Die Dopingaffären beeinflussten auch das Rennen im Jahr 2009: Das Rennen wurde ausschließlich mit Nationalteams ausgetragen, die allerdings im Wesentlichen UCI Continental Teams waren, die Nationaltrikots trugen. Um den Teilnahmeregeln der UCI Europe Tour zu genügen, wurde das Rennen von Kategorie 1.HC in 1.1. herabgestuft. Auch wenn seit dem Jahr 2010 wieder UCI ProTeams und UCI Professional Continental Teams bei Rund um Köln starteten, behielt diese Einstufung Gültigkeit.
Bis 2008 wurde das Rennen vor der BayArena in Leverkusen gestartet. 2009 wurde das Rennen im oberbergischen Wehnrath vor den Toren des Firmensitzes von Hauptsponsor Schwalbe gestartet. 2010 startete die Tour in der oberbergischen Stadt Gummersbach. 2015 war der Start ebenfalls in Gummersbach, diesmal jedoch in der Schwalbe-Arena. Seit 2016 beginnt und endet das Rennen im Kölner Rheinauhafen. Am selben Tag wird das Jedermannrennen ŠKODA Velodom ausgetragen.
2018 übergab der Organisator Artur Tabat nach 46 Jahren die Leitung des Rennens an seine bisherige „rechte Hand“, den früheren Rennfahrer und heutigen UCI-Kommissär Alexander Donike. Zum 31. Oktober 2019 endete nach 16 Jahren das Engagement von Donike für Rund um Köln. Neuer Veranstalter für das Rennen wurde ab 2020 die Kölner AusdauerSport GmbH. Die erste Austragung unter dem neuen Organisator musste 2020 wegen der Corona-Pandemie abgesagt werden, ebenso die für 2021 geplante Auflage.

## Galerie

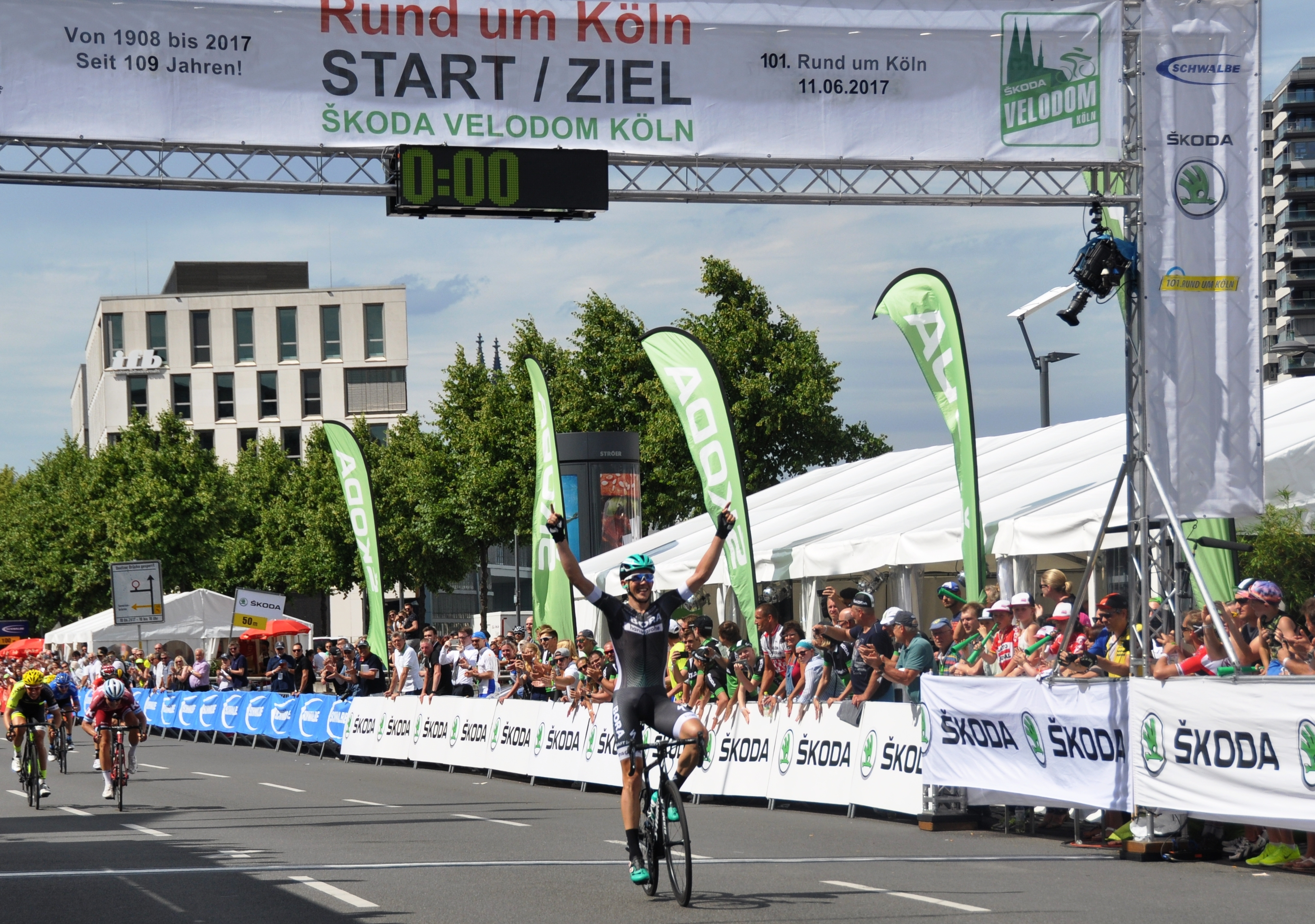
2017: Es siegt Gregor Mühlberger
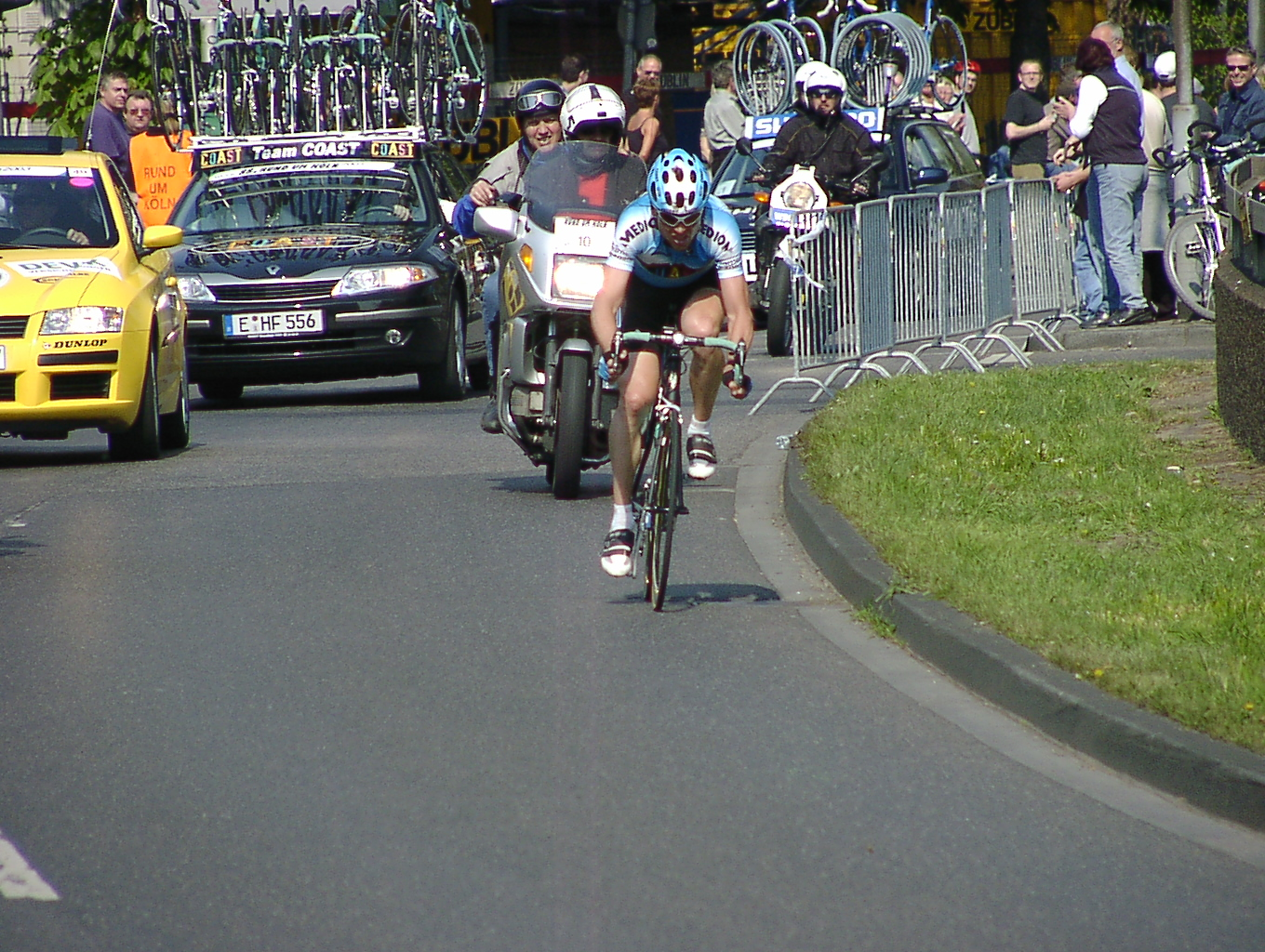
Jan Ullrich, Sieger von 2003
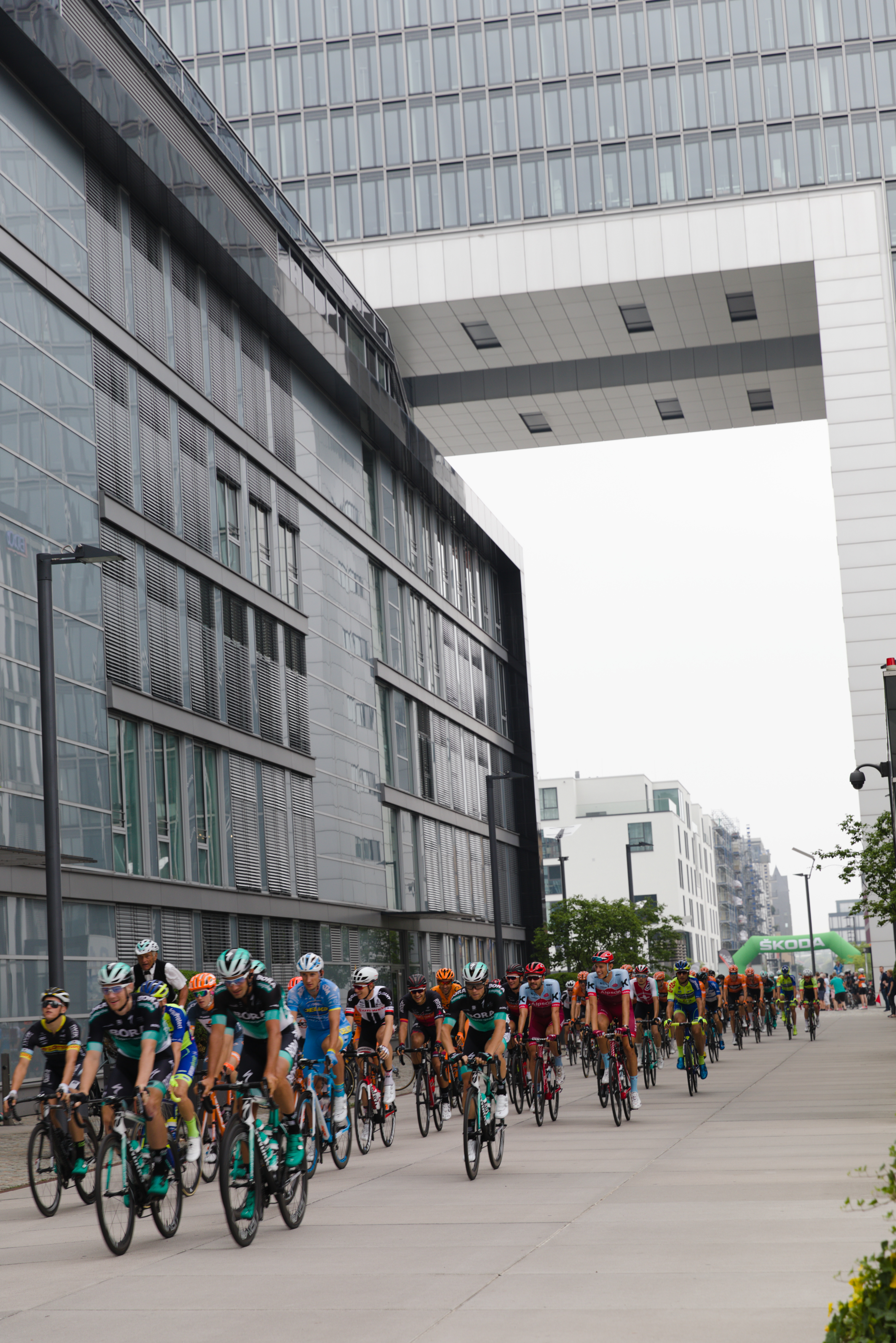
Die Profis kurz vor dem Start im Kölner Rheinauhafen (2018)
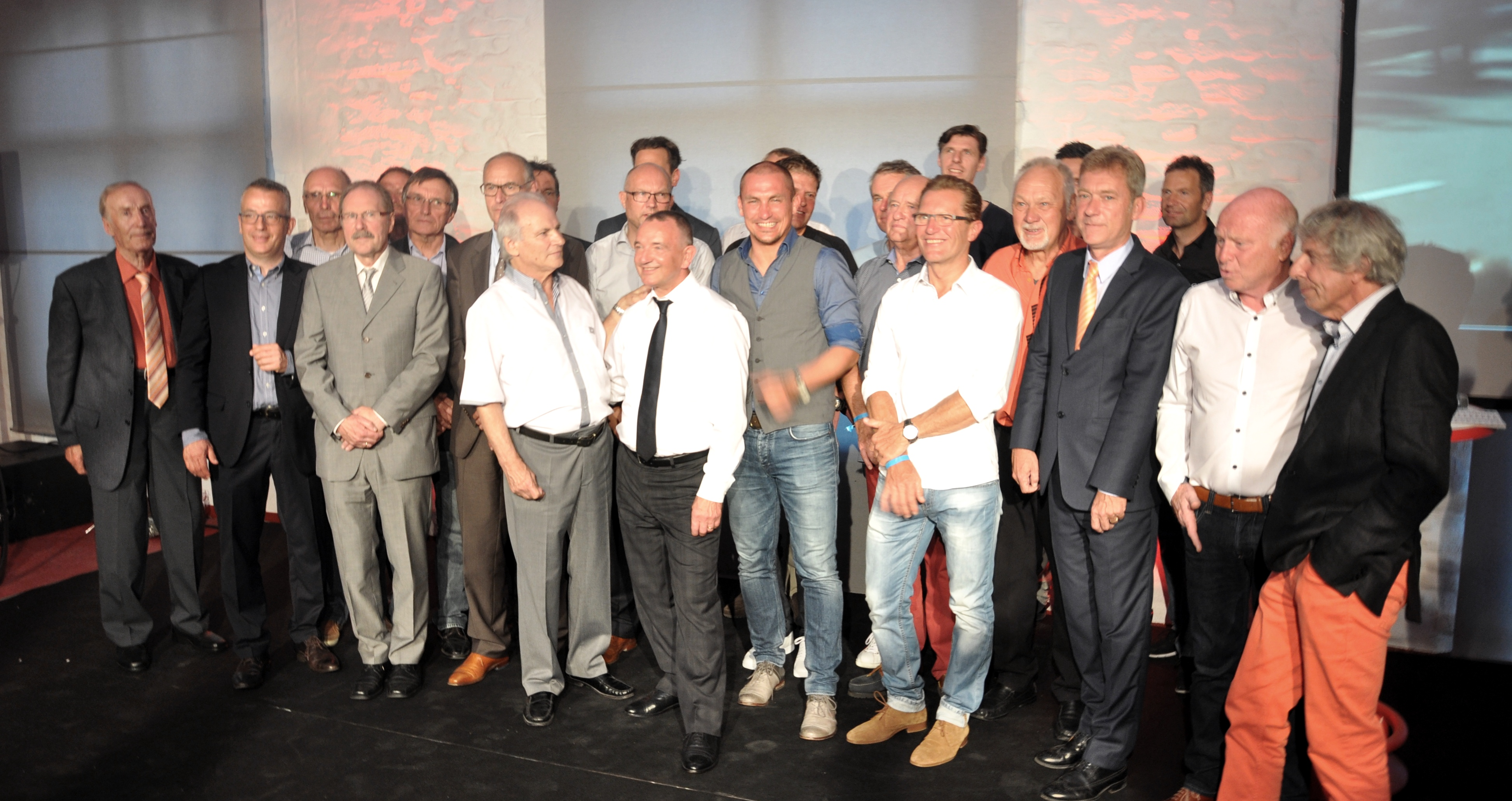
Ehemalige Sieger und Teilnehmer von Rund um Köln anlässlich der 100. Austragung im Jahre 2016
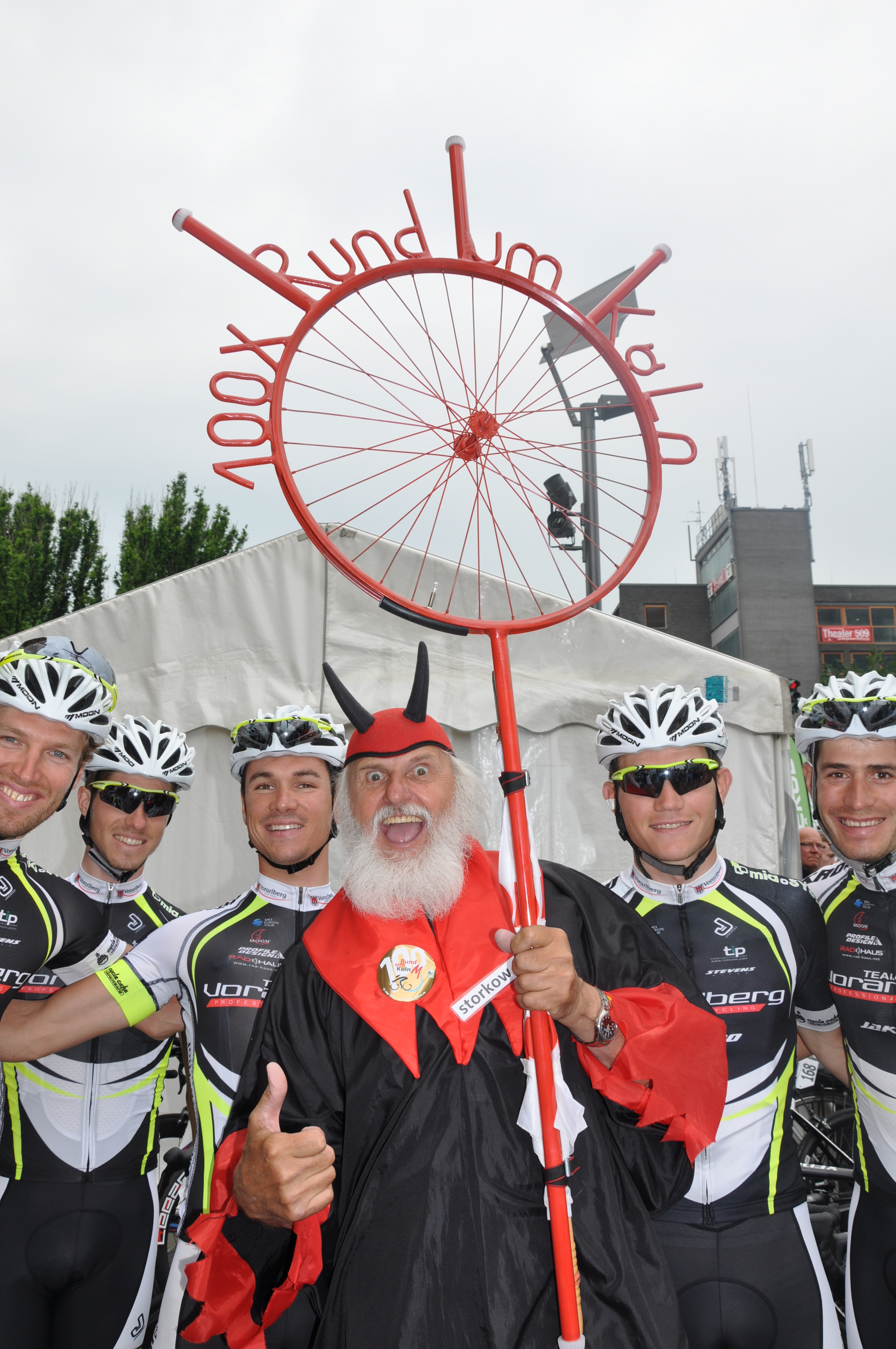
Die 100. Auflage wurde besonders gefeiert – hier von Didi Senft (2016)
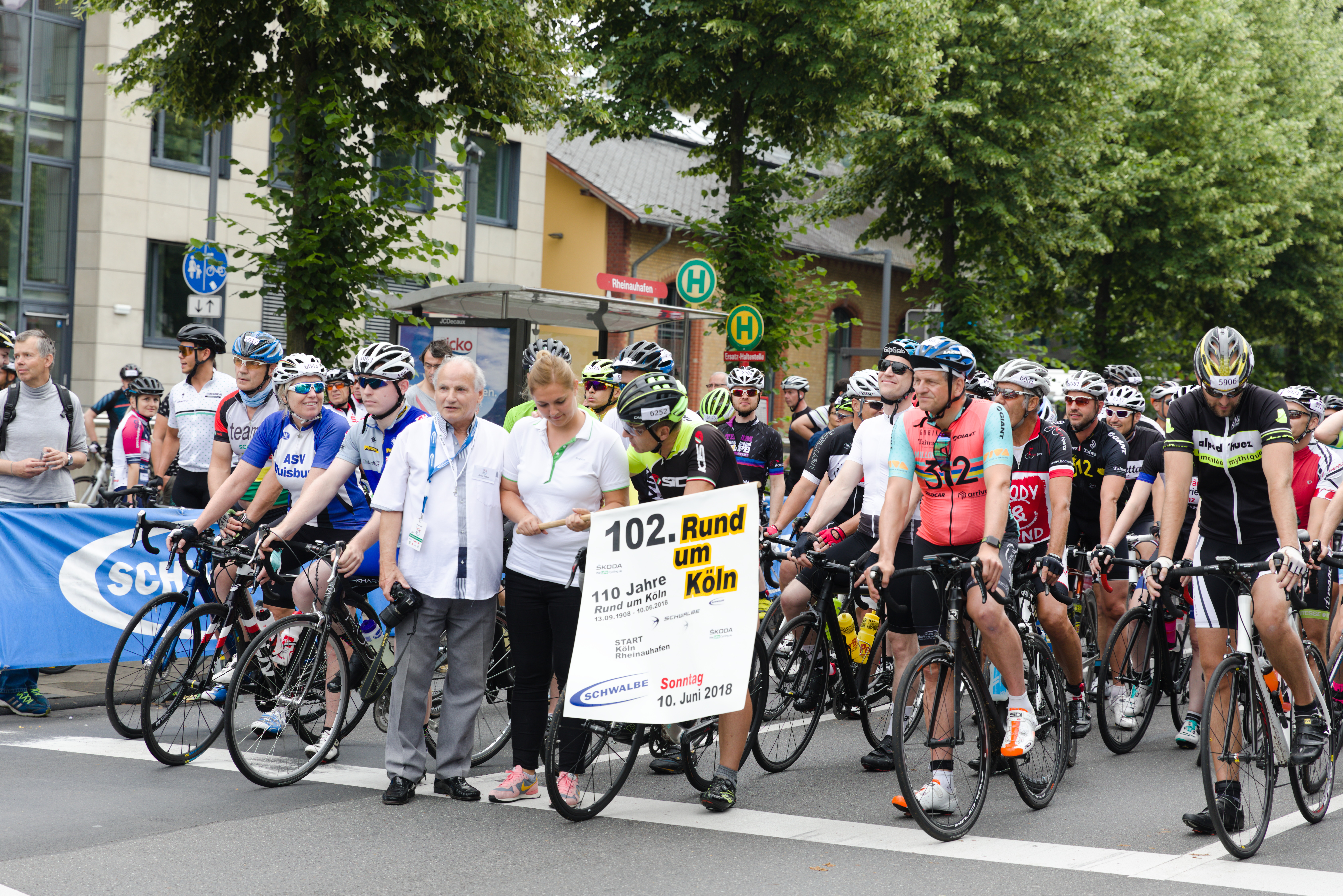
Start zum Velodom 2018
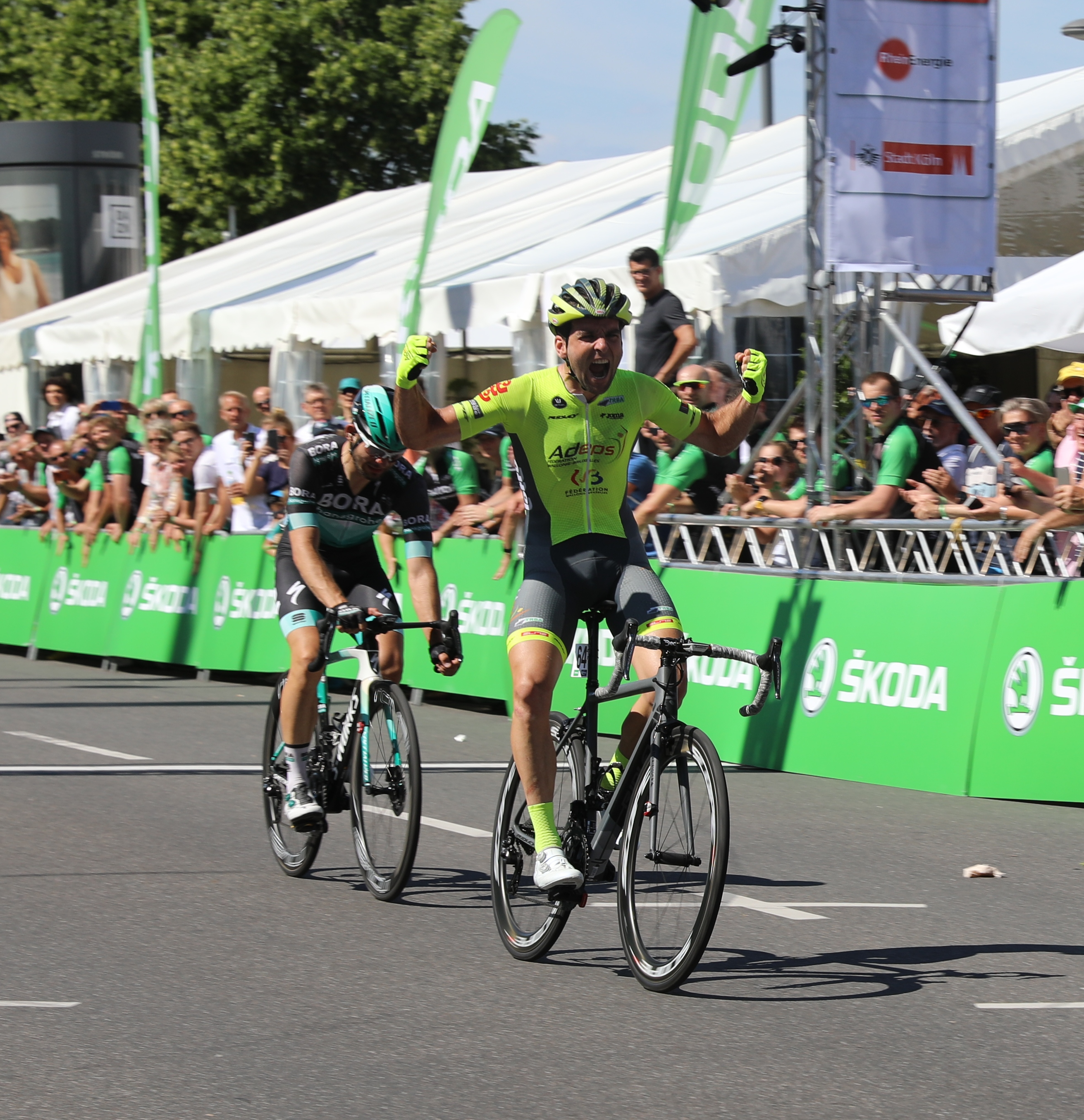
2019: Baptiste Planckaert aus Belgien siegt vor dem Deutschen Christoph Pfingsten
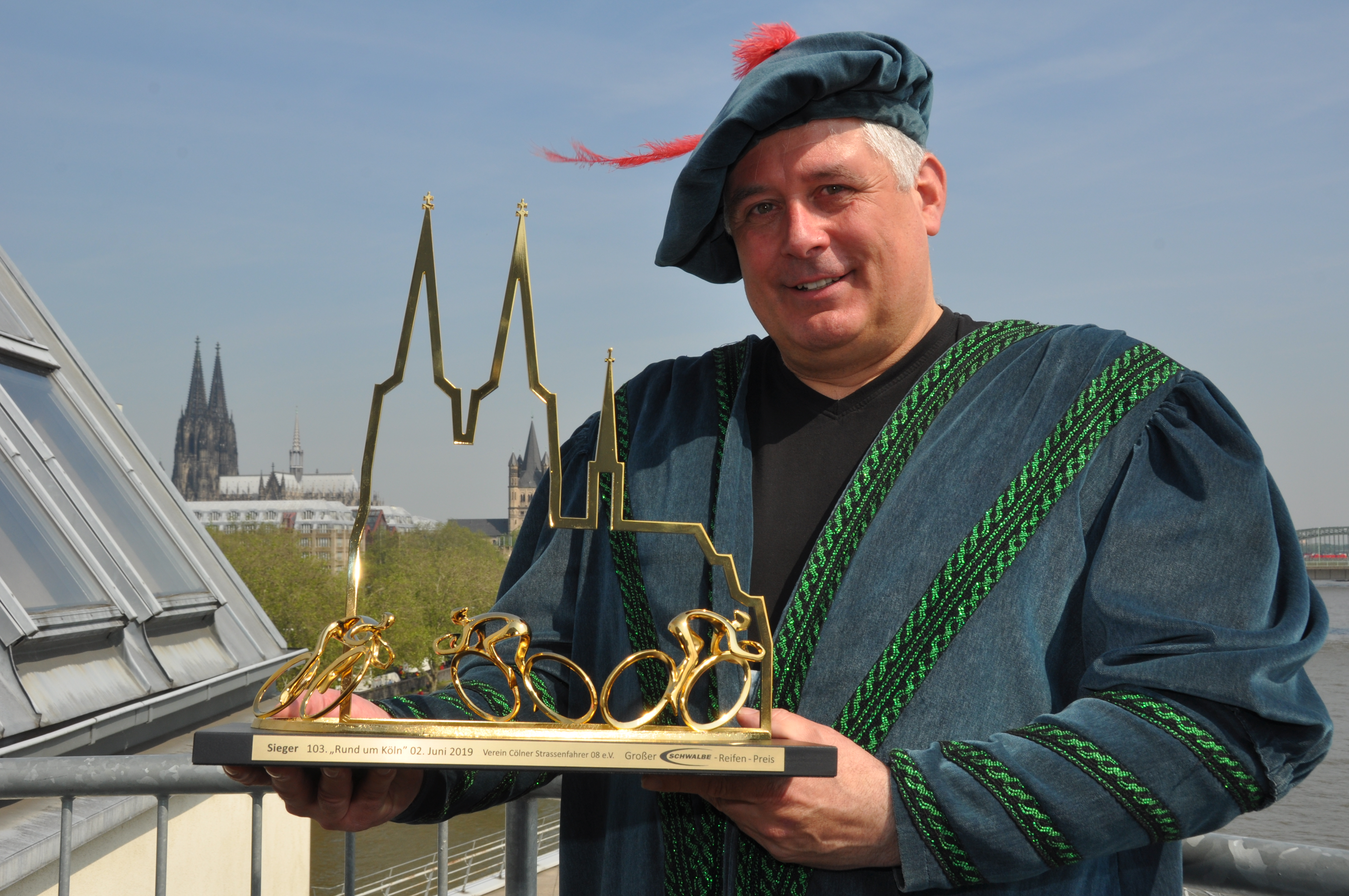
Siegertrophäe von 2019, präsentiert vom „Grafen von Berg“

## Palmarès
Profis / Elite
| Jahr                       | Sieger                  | Zweiter             | Dritter             |          |
| -------------------------- | ----------------------- | ------------------- | ------------------- | -------- |
| 1910                       | Karl Wittig             | Jean Esser          | Georg Schmid        |          |
| 1911                       | Adolf Huschke           | Josef Hübner        | Ernst Franz         |          |
| 1912                       | Jean Steingass          | Richard Wiese       | Rudolf Kotsch       |          |
| 1913                       | Ernst Franz             | Rudolph Lewis       | Rudolf Kotsch       |          |
| 1914                       | Ernst Franz             | Josef Pütz          | Wilhelm Siewert     |          |
| 1915-1920 keine Austragung |                         |                     |                     |          |
| 1921                       | Richard Huschke         | Felix Manthey       | Wilhelm Siewert     |          |
| 1922                       | Paul Koch               | Arthur Nörenbergh   | Wilhelm Franke      |          |
| 1923                       | Fritz Fischer           | Richard Huschke     | Paul Kohl           |          |
| 1924                       | Paul Kohl               | Karl Kohl           | Fritz Gielow        |          |
| 1925                       | Paul Kohl               | Josef Remold        | Richard Huschke     |          |
| 1926                       | Heiri Suter             | Kastor Notter       | Gaetano Belloni     |          |
| 1927                       | Gaetano Belloni         | Jules Vanhevel      | Adriano Zanaga      |          |
| 1928                       | Alfredo Binda           | Domenico Piemontesi | Julien Delbecque    |          |
| 1929-1933 keine Austragung |                         |                     |                     |          |
| 1934                       | Kurt Stöpel             | Willy Kutschbach    | Georg Stach         |          |
| 1935                       | Emil Kijewski           | Kurt Stöpel         | Willy Kutschbach    |          |
| 1936                       | Erich Bautz             | Hans Weiss          | Georg Umbenhauer    |          |
| 1937                       | Emil Kijewski           | Karl Wierts         | Jupp Arents         |          |
| 1938-1947 keine Austragung |                         |                     |                     |          |
| 1948                       | Heinrich Schwarzer      | Erich Bautz         | Fritz Siefert       |          |
| 1949                       | Heinrich Schultenjohann | Otto Ziege          | Erich Bautz         |          |
| 1950 keine Austragung      |                         |                     |                     |          |
| 1951                       | Heinrich Schwarzer      | Bim Diederich       | Jean Breuer         |          |
| 1952-1954 keine Austragung |                         |                     |                     |          |
| 1955                       | Hans Preiskeit          | Manfred Donike      | Hennes Junkermann   |          |
| 1956-1963 keine Austragung |                         |                     |                     |          |
| 1964                       | Horst Oldenburg         | Peter Post          | Klaus May           |          |
| 1965                       | Horst Oldenburg         | Wolfgang Schulze    | Romain Robben       |          |
| 1966                       | Peter Glemser           | Jos Huysmans        | Leo Hermens         |          |
| 1967                       | Noël Foré               | Willy In ’t Ven     | Roger Blockx        |          |
| 1968-1989 keine Austragung |                         |                     |                     |          |
| 1990                       | Noël Segers             | Andreas Kappes      | Herman Frison       |          |
| 1991                       | Jerry Cooman            | Johan Capiot        | Mario De Clercq     |          |
| 1992                       | Louis de Koning         | Wilfried Peeters    | Olaf Jentzsch       |          |
| 1993                       | Willem Van Eynde        | Christian Henn      | Marcel Wüst         |          |
| 1994                       | Udo Bölts               | Rolf Järmann        | Jens Heppner        |          |
| 1995                       | Erik Dekker             | Frans Maassen       | Fausto Dotti        |          |
| 1996                       | Erik Zabel              | Tom Steels          | Johan Capiot        |          |
| 1997                       | Frank Vandenbroucke     | Artur Babaitsev     | Ludo Dierckxsens    |          |
| 1998 keine Austragung      |                         |                     |                     |          |
| 1999                       | Jens Heppner            | Raymond Meijs       | Kai Hundertmarck    |          |
| 2000                       | Steffen Wesemann        | Hendrik Van Dijck   | Jens Heppner        |          |
| 2001                       | Gian Matteo Fagnini     | Bert Grabsch        | Torsten Schmidt     |          |
| 2002                       | Peter Wrolich           | Kai Hundertmarck    | Christian Werner    |          |
| 2003                       | Jan Ullrich             | Danilo Hondo        | Peter Wrolich       |          |
| 2004                       | Erik Zabel              | Danilo Hondo        | Kirk O’Bee          |          |
| 2005                       | David Kopp              | Stefan Schumacher   | David Cañada        |          |
| 2006                       | Christian Knees         | David Kopp          | Kai Reus            |          |
| 2007                       | Juan José Haedo         | Graeme Brown        | Alessandro Petacchi |          |
| 2008 keine Austragung      |                         |                     |                     |          |
| 2009                       | Martin Pedersen         | Eric Baumann        | Mathias Belka       |          |
| 2010                       | Juan José Haedo         | André Greipel       | Enrico Rossi        |          |
| 2011                       | Michael Matthews        | Marcel Kittel       | Giacomo Nizzolo     |          |
| 2012                       | Jan Bárta               | Gediminas Bagdonas  | Tomasz Marczyński   |          |
| 2013                       | Sébastien Delfosse      | Pieter Jacobs       | Georg Preidler      |          |
| 2014                       | Sam Bennett             | Barry Markus        | Gerald Ciolek       |          |
| 2015                       | Tom Boonen              | Edward Theuns       | Andreas Schillinger |          |
| 2016                       | Dylan Groenewegen       | André Greipel       | Nikias Arndt        |          |
| 2017                       | Gregor Mühlberger       | Mads Würtz Schmidt  | Fabian Lienhard     |          |
| 2018                       | Sam Bennett             | Mihkel Räim         | Szymon Sajnok       |          |
| 2019                       | Baptiste Planckaert     | Christoph Pfingsten | Lionel Taminiaux    |          |
| 2020                       | abgesagt                | abgesagt            | abgesagt            | abgesagt |
| 2021                       | abgesagt                | abgesagt            | abgesagt            | abgesagt |
| 2022                       | Nils Politt             | Danny van Poppel    | Nikias Arndt        |          |
| 2023                       | Danny van Poppel        | Milan Menten        | Jasper De Buyst     |          |
| 2024                       | Casper van Uden         | Biniam Girmay       | Louis Blouwe        |          |
| 2025                       | Matthew Brennan         | Biniam Girmay       | Itamar Einhorn      |          |

Amateure bzw. nationaler Kalender
- 2002  Dennis Kraft
- 2001  Arno Wallaard
- 2000  Bram Tankink
- 1999  Bart Boom
- 1998 nicht ausgetragen
- 1997  Peter Vries
- 1996  Coen Boerman
- 1995  Hans Pijpers
- 1994  Torsten Schmidt
- 1993  Jörn Reuß
- 1992  Erik Dekker
- 1991  Wim van de Meulenhof
- 1989  Dominik Krieger
- 1988  Lutz Losch
- 1987  Werner Wüller
- 1986  Remig Stumpf
- 1985  Han Vaanhold
- 1984  Stanislaw Mikolajczuk
- 1983  Rolf-Dieter Wolfshohl
- 1982  Jörg Echtermann
- 1981  Michael Mohr
- 1980  Achim Stadler
- 1979  Wilfried Trott
- 1978  Arie Hassink
- 1977  Bert Scheunemann
- 1976  Wilfried Trott
- 1975  Jan Smyrak
- 1974  Dietrich Thurau
- 1973  Hermann Jungbluth
- 1972  Wilfried Trott
- 1971  Roger Gilson
- 1970  Andreas Streckies
- 1969  Jürgen Tschan
- 1968  Burkhard Ebert
- 1967  Jürgen Kißner
- 1966  Hans-Jörg Fässler
- 1965  Burkhard Ebert
- 1964  Wilfried Peffgen
- 1963  Winfried Bölke
- 1962  Siegfried Koch
- 1961  Albert Smits
- 1960  Mathias Löder
- 1959  Heiner Hofmann
- 1958  Wolf-Jürgen Edler
- 1957  Wolfgang Grabo
- 1956  Edi Ziegler
- 1955  Edi Ziegler
- 1954  Willy Irrgang
- 1953  Günther Otto
- 1952  Richard Popp
- 1951  Edi Ziegler
- 1950  Horst Holzmann
- 1949  Rudi Theissen
- 1948  Matthias Pfannenmüller
- 1947  Werner Holthöfer
- 1946  Friedl Nowakowski
- 1944, 1945 ausgefallen
- 1943  Karl Kittsteiner
- 1942  Heinrich Schwarzer
- 1941  Hans Preiskeit
- 1940  Jakob Kropp
- 1939  Willi Meurer
- 1938  Franz Bronold
- 1937  Willi Meurer
- 1936  Willi Meurer
- 1935  Rudi Wölkert
- 1934  Willi Hupfeld
- 1933  J. Neumeyer
- 1932  Josy Kraus
- 1931  H. Rüdiger
- 1930  Otto Kratz
- 1929  Franz Schmitz
- 1928  Arthur Essing
- 1927  Rudolf Wolke
- 1926  Josef Dumm
- 1925  Hans Kitzen
- 1924  Peter Rösen
- 1923  Hermann Fischer
- 1922  Matthias Stollenwerk
- 1921  Paul Roggenbuck[21]
- 1920  Adam Sachs
- 1915–1919 ausgefallen
- 1914  Fritz Fischer
- 1913  Paul Blum
- 1912  Josef Steinkrüger
- 1910  Karl Wittig
- 1909  Otto Wincziers
- 1908  Fritz Tacke